# Scopula rossi
Scopula rossi là một loài bướm đêm trong họ Geometridae.